# Sitio de Ull
El asedio de Ull de 1283 fue una de las batallas de la Cruzada contra la Corona de Aragón

## Antecedentes
El papa Martín IV, que había sucedido a Clemente IV, declaró al rey Pedro el Grande privado de sus reinos debido su intervención en Sicilia a raíz de las vísperas sicilianas. Así invistió a Felipe III de Francia como rey de Aragón, rey de Valencia y conde de Barcelona el 27 de agosto de 1283. Pedro el Grande se encontraba en Tarazona de vuelta del desafío de Burdeos donde se quedó para hacer frente a las tensiones fronterizas con el señorío de Albarracín y el reino de Navarra también intervenido por Felipe III de Francia en 1274 a la muerte de Enrique I de Navarra.

## El asedio
El 1283 Eustache de Beaumarchais, gobernador del reino de Navarra y vasallo del Reino de Francia, en nombre de Felipe III de Francia y al frente de un ejército francés de cuatro mil caballeros e infantería, irrumpió unos pocos kilómetros en el reino de Aragón atravesando la frontera por Sangüesa para rehacerse del despecho que había significado el desafío de Burdeos.
Llegó al castillo de Ull, en el actual municipio de Sangüesa. Después de asaltar el arrabal y la barbacana los atacantes arrasaron parte de la torre mayor del castillo con máquinas de guerra, y seguidamente le prendieron fuego. Murió la mayor parte de la escasa guarnición, siendo capturado el tenente Eximén de Artieda.

## Consecuencias
Después de la conquista del castillo, fueron destruidas las villas de Ull, Lerda y Filera, y conquistadas las villas de Bailo, Arbués y Berdún.
Pocas semanas más tarde Eustache de Beaumarchais atacaría el valle de Arán.
Se pactó una tregua con el reino de Navarra hasta el 1 de febrero de 1284. Finalmente la respuesta al intento de invasión de Felipe III de Francia a la Corona de Aragón desde el reino de Navarra del 1283 se cerró con el contraataque de Pedro el Grande sobre la huerta de Tudela. El rey dejó la mano libre a los almogávares, que talaron la huerta sembrando el terror.